# Tennis op de Paralympische Zomerspelen 2000

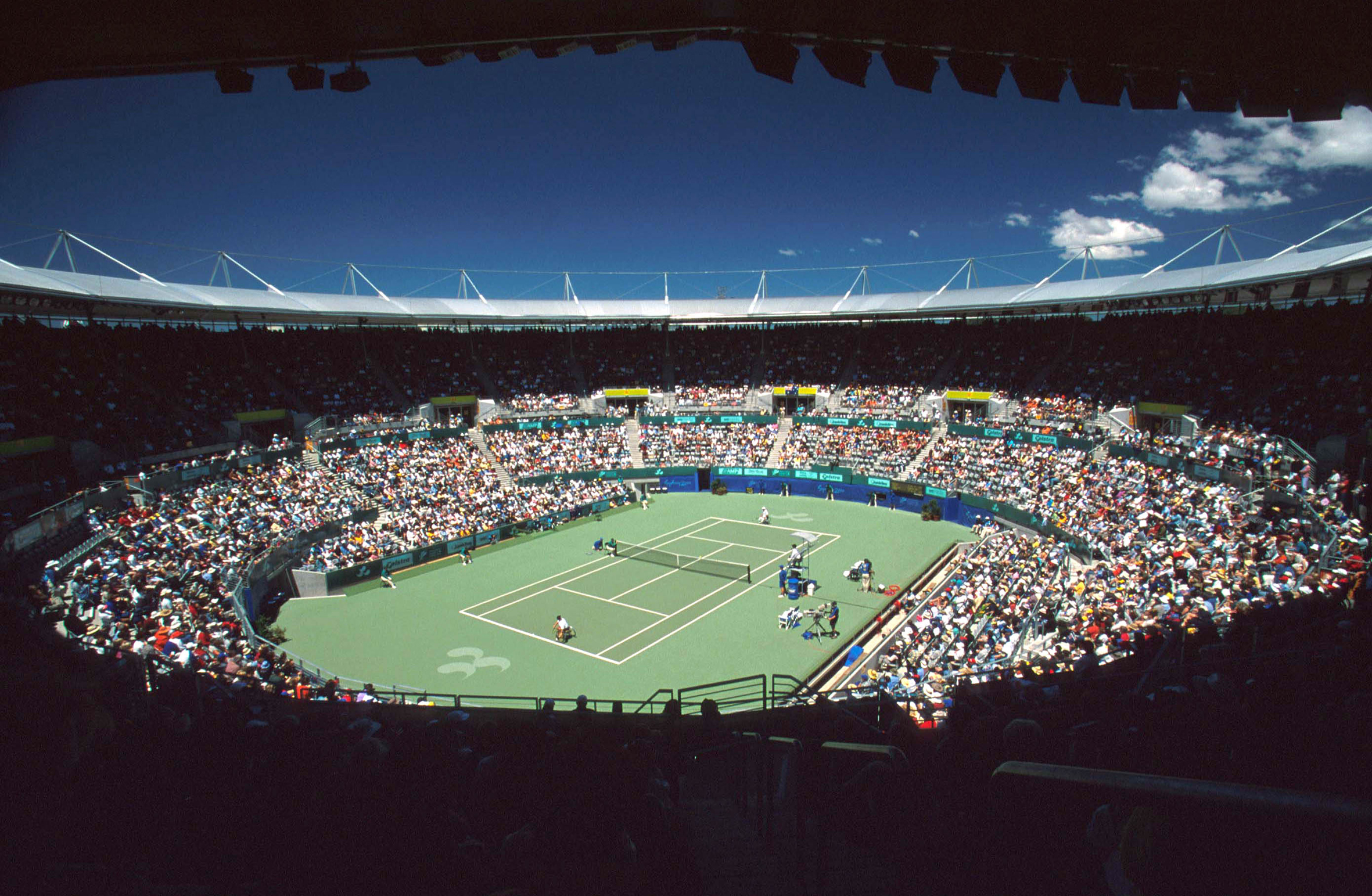
Tennis op de Paralympische Zomerspelen 2000

Op de XIe Paralympische Spelen die in 2000 werden gehouden in het Australische Sydney was tennis een van de 19 sporten die werden beoefend.

## Mannen

### Individueel
| plaats | land | naam           |
| ------ | ---- | -------------- |
| Goud   | AUS  | David Hall     |
| Zilver | USA  | Stephen Welch  |
| Brons  | GER  | Kai Schramayer |

### Dubbel
| plaats | land | naam                         |
| ------ | ---- | ---------------------------- |
| Goud   | NED  | Ricky Molier Robin Ammerlaan |
| Zilver | AUS  | David Johnson David Hall     |
| Brons  | USA  | Stephen Welch Scott Douglas  |

## Vrouwen

### Individueel
| plaats | land | naam            |
| ------ | ---- | --------------- |
| Goud   | NED  | Esther Vergeer  |
| Zilver | NED  | Sharon Walraven |
| Brons  | NED  | Maaike Smit     |

### Dubbel
| plaats | land | naam                                 |
| ------ | ---- | ------------------------------------ |
| Goud   | NED  | Maaike Smit Esther Vergeer           |
| Zilver | AUS  | Branka Pupovac Daniela Di Toro       |
| Brons  | GER  | Christine Otterbach Petra Sax-Scharl |

Atletiek · Bankdrukken · Basketbal · Boogschieten · Boccia · CP-voetbal · Goalball · Judo · Paardensport · Rugby · Schermen · Schietsport · Tafeltennis · Tennis · Volleybal · Wielersport · Zeilen · Zwemmen
Seoel 1988 ·
Barcelona 1992 ·
Atlanta 1996 ·
Sydney 2000 ·
Athene 2004 ·
Peking 2008 ·
Londen 2012 ·
Rio de Janeiro 2016 ·
Tokio 2020 ·
Parijs 2024 ·
Los Angeles 2028